# Autocunnilingus

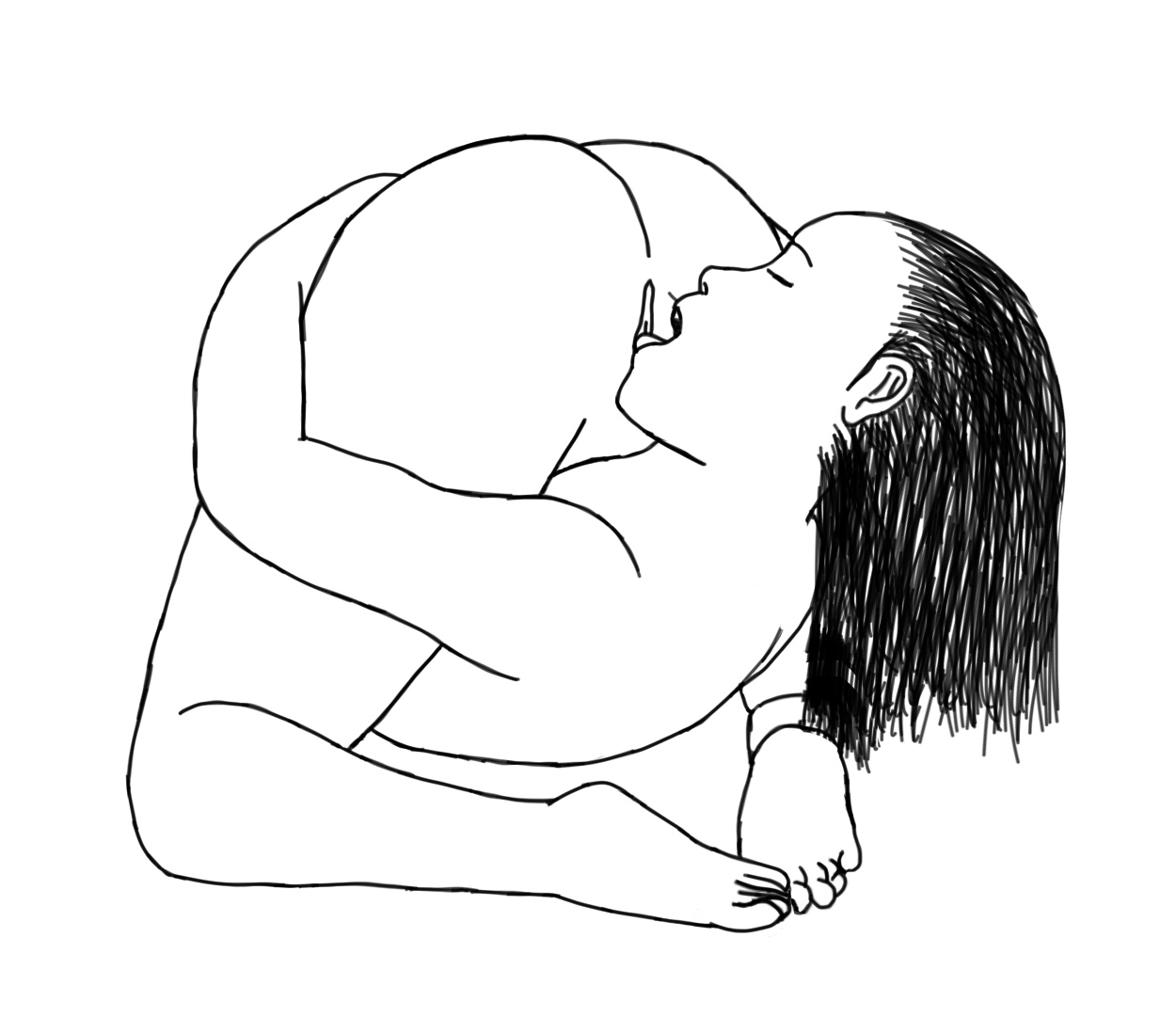
Przedstawienie kobiety wykonującej autocunnilingus

Autocunnilingus – forma masturbacji polegająca na oralnej stymulacji własnego sromu. Cunnilingus wykonany na sobie wymaga niezwykle wysokiego stopnia elastyczności.

## Dokumentacja
Chociaż jest to możliwe u niewielkiej liczby kobiet, autocunnilingus nie został dokładnie zbadany ani dobrze udokumentowany. Opisywano jednak, że jest to autodestrukcyjna fantazja erotyczna.
Odnotowano przypadki takiego zachowania aktu u makaków i szympansów.

### Fikcja
W Besorgung, jednym ze swoich weneckich epigramatów, Goethe wyobrażał sobie, że Bettina staje się na tyle giętka, by móc uprawiać autocunnilingus i obyć się bez mężczyzn. Camille Paglia porównuje powstały obraz do „rycin przedstawiających solipsystycznie powykręcane postaci” Williama Blake’a.